# UFC on Fox: Poirier vs. Gaethje
UFC on Fox: Poirier vs. Gaethje, conosciuto anche come UFC on FOX 29, è stato un evento di arti marziali miste tenuto dalla Ultimate Fighting Championship il 14 aprile 2018 al Gila River Arena di Glendale, negli Stati Uniti d'America.

## Risultati
|                                   | Divisione                    |                              |                              |                              | Metodo                                      | Round                        | Tempo                        | Premio                       |
| Card Principale (UFC on Fox)      | Card Principale (UFC on Fox) | Card Principale (UFC on Fox) | Card Principale (UFC on Fox) | Card Principale (UFC on Fox) | Card Principale (UFC on Fox)                | Card Principale (UFC on Fox) | Card Principale (UFC on Fox) | Card Principale (UFC on Fox) |
| --------------------------------- | ---------------------------- | ---------------------------- | ---------------------------- | ---------------------------- | ------------------------------------------- | ---------------------------- | ---------------------------- | ---------------------------- |
|                                   | Pesi leggeri                 | Dustin Poirier               | batte                        | Justin Gaethje               | KO tecnico (pugni)                          | 4                            | 0:33                         | FOTN                         |
|                                   | Pesi welter                  | Alex Oliveira                | batte                        | Carlos Condit                | Sottomissione (ghigliottina)                | 2                            | 3:17                         | POTN                         |
|                                   | Pesi medi                    | Israel Adesanya              | batte                        | Marvin Vettori               | Decisione non unanime (29-28, 28-29, 29-28) | 3                            | 5:00                         |                              |
|                                   | Pesi paglia femminili        | Michelle Waterson            | batte                        | Cortney Casey                | Decisione non unanime (29-28, 28-29, 29-28) | 3                            | 5:00                         |                              |
| Card Preliminare (UFC Fight Pass) |                              |                              |                              |                              |                                             |                              |                              |                              |
|                                   | Pesi medi                    | Antônio Carlos Júnior        | batte                        | Tim Boetsch                  | Sottomissione (rear-naked choke)            | 1                            | 4:28                         |                              |
|                                   | Pesi welter                  | Muslim Salichov              | batte                        | Ricky Rainey                 | KO (pugni)                                  | 2                            | 4:12                         |                              |
|                                   | Pesi mosca                   | John Moraga                  | batte                        | Wilson Reis                  | Decisione unanime (29-28, 29-28, 29-28)     | 3                            | 5:00                         |                              |
|                                   | Pesi medi                    | Brad Tavares                 | batte                        | Krzysztof Jotko              | KO tecnico (pugni)                          | 3                            | 2:16                         |                              |
| Card Preliminare (UFC Fight Pass) |                              |                              |                              |                              |                                             |                              |                              |                              |
|                                   | Pesi leggeri                 | Gilbert Burns                | batte                        | Dan Moret                    | KO (pugni)                                  | 2                            | 0:59                         |                              |
|                                   | Pesi mosca femminili         | Lauren Mueller               | batte                        | Shana Dobson                 | Decisione unanime (29-28, 29-28, 29-28)     | 3                            | 5:00                         |                              |
|                                   | Pesi welter                  | Yushin Okami                 | batte                        | Dhiego Lima                  | Decisione unanime (30-26, 30-26, 30-26)     | 3                            | 5:00                         |                              |
|                                   | Pesi massimi                 | Adam Wieczorek               | batte                        | Arjan Bhullar                | Sottomissione (omoplata)                    | 2                            | 1:59                         | POTN                         |
|                                   | Pesi gallo                   | Alejandro Pérez              | batte                        | Matthew Lopez                | KO tecnico (ginocchiate e pugni)            | 2                            | 3:42                         |                              |
|                                   | Pesi gallo                   | Luke Sanders                 | batte                        | Patrick Williams             | Decisione unanime (30-27, 30-27, 29-28)     | 3                            | 5:00                         |                              |

## Premi
I lottatori premiati ricevettero un bonus di 50.000 dollari.
Legenda:
- FOTN: Fight of the Night (vengono premiati entrambi gli atleti per il miglior incontro dell'evento)
- POTN: Performance of the Night (viene premiato il vincitore per la migliore performance dell'evento)